# Braziliaanse rubberboom
De Braziliaanse rubberboom (Hevea brasiliensis) is heden ten dage voor de mens de voornaamste verstrekker van latex, waarvan rubber wordt gemaakt. 

## Boom
Het is een in zijn natuurlijke omgeving dertig tot veertig meter hoge boom, die rijkvertakt, in droge tijden bladverliezend met meestal een slanke kruin. In gecultiveerde vorm wordt de boom ongeveer vijftien meter hoog. De bladeren zijn afwisselend geplaatst, lang gesteeld en drietallig gelobd. De circa vijftien centimeter lange deelblaadjes zijn van boven grasgroen en van onderen blauwgroen door een waslaagje.
De circa 5 mm grote, groenachtige bloemen staan in eindelingse pluimen. De vruchten zijn driehokkige, tot 5 cm grote doosvruchten met één tot 3,5 cm groot zaad per hok. De vruchten springen met een knal open, waarbij de zaden tot wel vijftien meter kunnen worden weggeslingerd.

## Bast
De bast is glad, lichtgrijs en bloedt bij verwonding met wit melksap, de latex. De dikte van de bast varieert van 6,5 tot 15 mm (gemiddeld 10 tot 11 mm) en is afhankelijk van de kloon of de zaailing, de leeftijd van de boom en of de bast al of niet vernieuwd is. De buitenkant van de bast bestaat uit kurklagen en een groenachtig kurkmeristeem. Hieronder ligt de oranje-bruine harde bast met een groot aantal steencellen, waarvan het aantal toeneemt van binnen naar buiten. Verder liggen hierin parenchymcellen, verspreid liggende zeefvaten en enkele latexvaten. Onder de harde bast ligt de zachte bast, die voornamelijk bestaat uit verticale rijen zeefvaten met enkele dwarse rijen en latexvaten. Dicht bij het cambium liggen de meeste latexvaten.
Latexvaten zijn gespecialiseerde zeefcellen, waarvan de tussenschotten zijn verdwenen. De latexvaten vormen concentrische cilinders, die tegen de klok in 3 tot 5° gedraaid zijn. Ook zijn er klonen waarbij ze met de klok meedraaien.
Het latexhoudende melksap wordt door half spiraalsgewijs (onder een hoek van 25 tot 30°) van links naar rechts aansnijden van de bast gewonnen, waarbij tot zo dicht mogelijk bij het cambium wordt gesneden zonder dit te beschadigen. Bij elke tapronde, die om de dag of twee dagen kan zijn, wordt de samengeklonterde latex van de vorige insnijding weggehaald en wordt een nieuwe insnijding boven of onder de oude insnijding gemaakt.
Na het tappen duurt het zeven tot acht jaar voordat de bast volledig hersteld is en er opnieuw getapt kan worden.

## Verspreiding
De Braziliaanse rubberboom komt oorspronkelijk uit het Amazonebekken en is tegenwoordig verspreid over de hele tropen, waar hij in plantages wordt aangeplant. De plantages liggen tussen de breedtegraden 15° NB en 10° ZB. In de 18e eeuw kwam de meeste latex uit het Amazonebekken. De uitvinding van het vulkaniseren in 1839 leidde tot een sterke vraag naar latex, waardoor de steden van Manaus en Belém rijk werden. Er werd getracht de teelt ook naar andere delen van de wereld uit te breiden.
De zaden blijven maar kort kiemkrachtig, waardoor de verspreiding vanuit Brazilië in het begin moeizaam ging. H.A. Wickham verzamelde in 1876 ongeveer 70.000 zaden in het gebied tussen de Tapajoz en de Madeirarivier. Van deze inzameling waren in eerste instantie alle rubberbomen in Azië afkomstig. De zaden werden op 14 juni 1876 uitgezaaid in Kew Gardens (Londen), waaruit 2800 zaailingen voortkwamen. De meeste zaailingen werden in 1876 naar Ceylon gestuurd en voor het grootste gedeelte uitgeplant in Henaratgoda. Hiervan werden in 1888 20.000 zaden geoogst. Enkele planten werden in 1876 doorgestuurd naar Buitenzorg op Java. In 1877 werden er vanuit Kew Gardens planten naar de Botanische Tuinen in Singapore en naar Kuala Kangsar in Perak in Maleisië gestuurd. In 1881 werden er voor het eerst zaden geoogst van de bomen in Singapore, en in 1884 van die in Kuala Kangsar. H.N. Ridley (1855-1956) ontwikkelde vanaf 1888 in Singapore een betere methode van latexwinning, betere teeltmethoden en was een belangrijke motor voor de verdere verspreiding van de rubberboom.  De eerste plantage in Maleisië werd in 1898 onder begeleiding van Ridley aangelegd. Pas na de prijsval van de koffie en aantasting door ziekten van de koffieplant nam vanaf 1910 de rubberteelt in Maleisië sterk toe en werd dit land de grootste rubberproducent. De meeste rubberplantages liggen thans in Zuidoost-Azië, maar er zijn er ook in Afrika.

## Gebruik
De Braziliaanse rubberboom levert ongeveer 95% van alle natuurlijke rubber. Rubberplantages bestaan al zo lang, dat het rubberhout van de uitgewerkte bomen tegenwoordig van belang is voor klein meubelwerk en keukengerei.

Rubberbomen produceren een tot twee keer per jaar zaden, die voor ongeveer 30 procent uit olie bestaan. Tot nu toe werden die zaden beschouwd als een laagwaardig afvalproduct. De zaden worden soms als veevoer gebruikt of ze blijven liggen. Onderzoek aan de Rijksuniversiteit Groningen heeft echter uitgewezen dat het technisch en economisch mogelijk is om olie te winnen uit de zaden van de rubberboom. De kwaliteit van deze olie is vergelijkbaar met die van andere plantaardige olie. Door toevoeging van een kleine hoeveelheid ethanol kan ongeveer driekwart van de olie uit de zaden worden gehaald.

Kleine boeren zouden deze plantaardige olie direct kunnen gebruiken in een generator, maar het is ook mogelijk om de olie om te zetten in biodiesel of bioplastic. Dit is aangetoond door experimenten en veldproeven.

Op Kalimantan (Indonesië) is de winning van de olie en de omzetting in biodiesel al op grotere schaal succesvol getest. Er werd 1200 kilo rubberzaden verzameld. De olie werd eruit gehaald en geraffineerd tot biodiesel. Op basis van dit experiment werd vastgesteld dat een kostprijs van ongeveer 43 eurocent per liter mogelijk is. Deze prijs is ongeveer gelijk aan de gesubsidieerde dieselprijs in Jakarta. Het onderzoek dat verricht is aan de RUG, is onderdeel van het NWO-onderzoeksproject Agriculture Beyond Food, onderdeel Doorbraken in biobrandstoffen: Mobiele technologie voor de productie van biodiesel uit Indonesische bronnen.

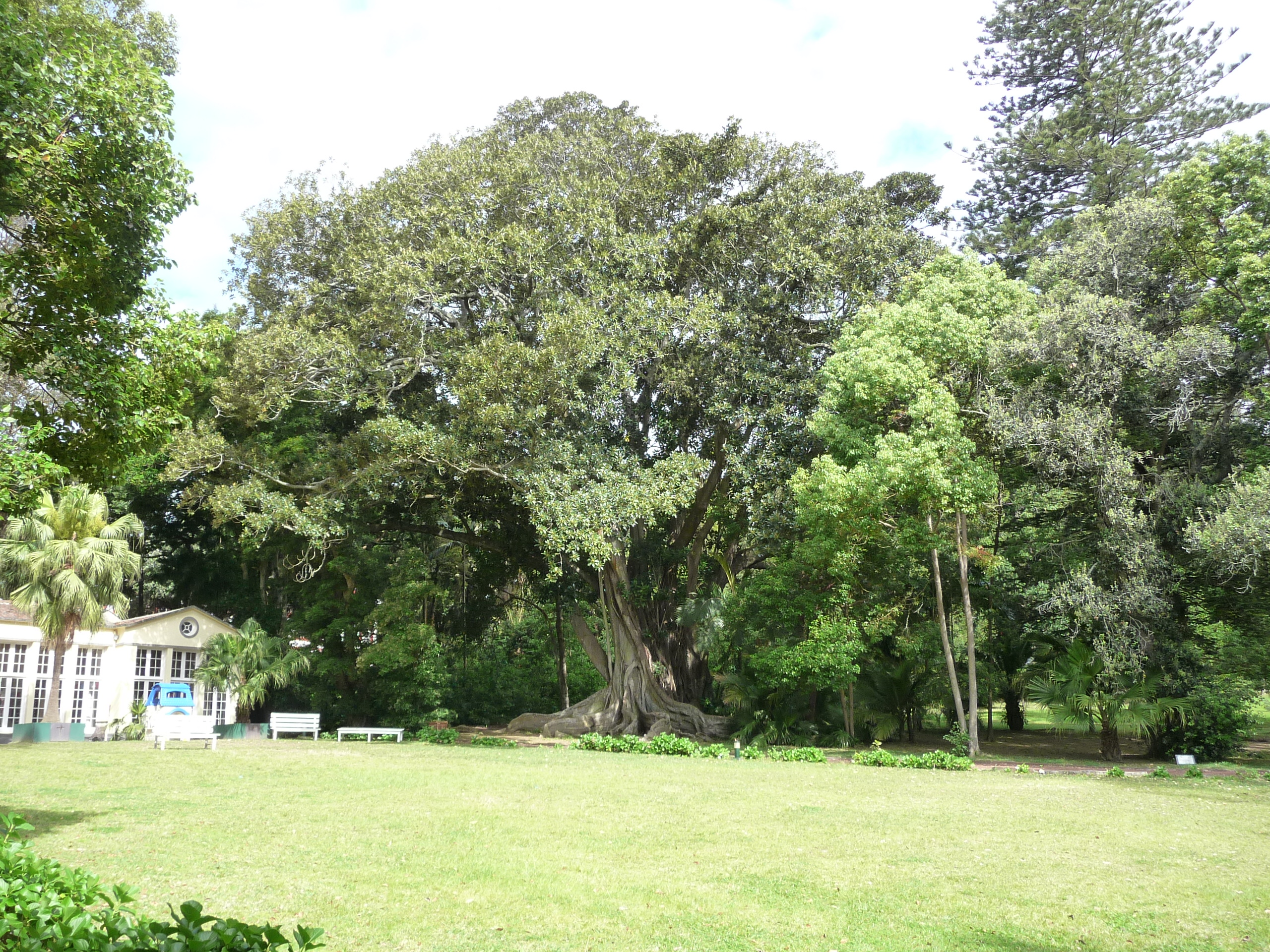
Rubberboom in Jardim José do Canto - Ponta Delgada - São Miguel - Azoren
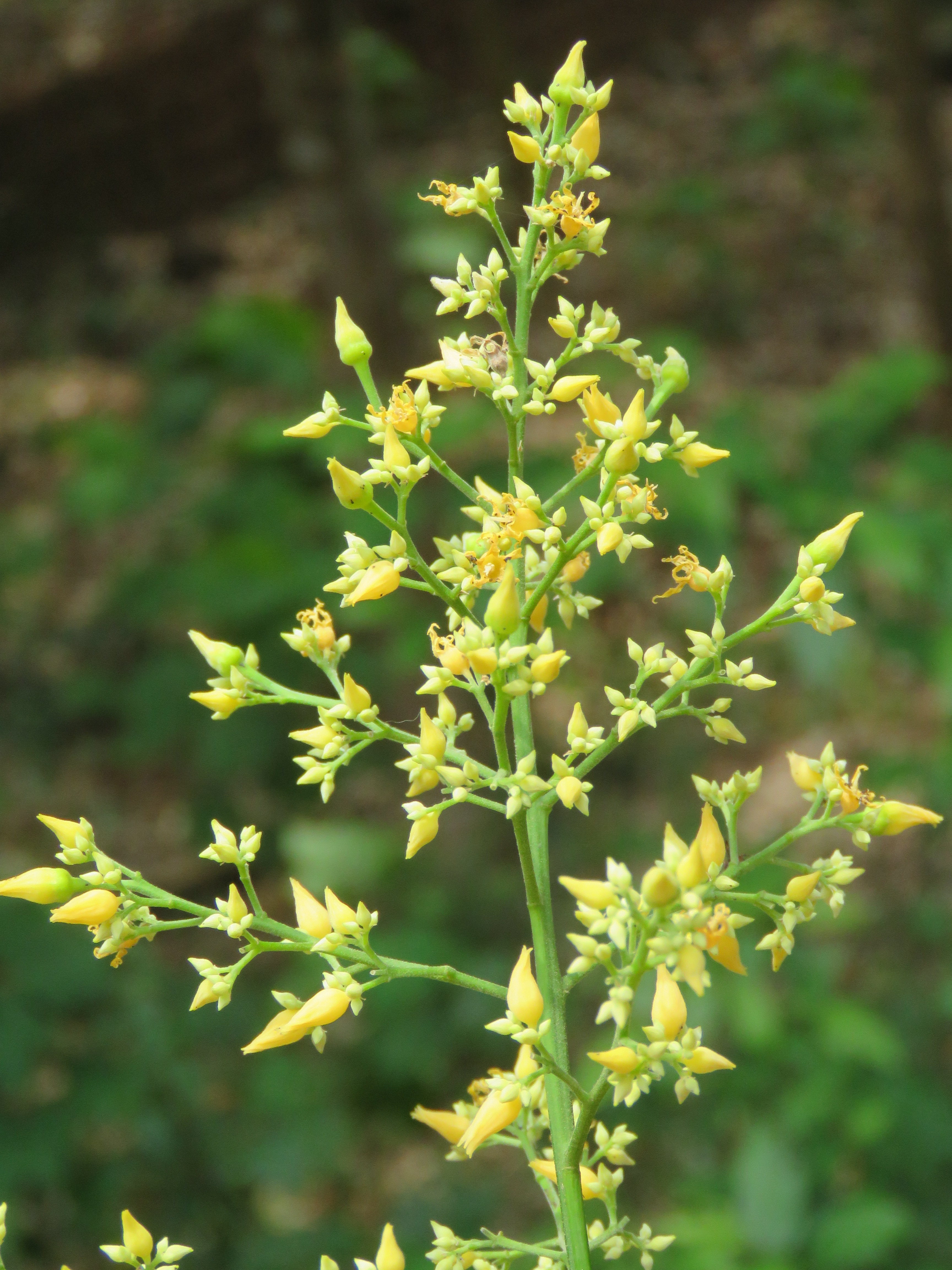
De bloemen van de rubberboom in Kerala - India
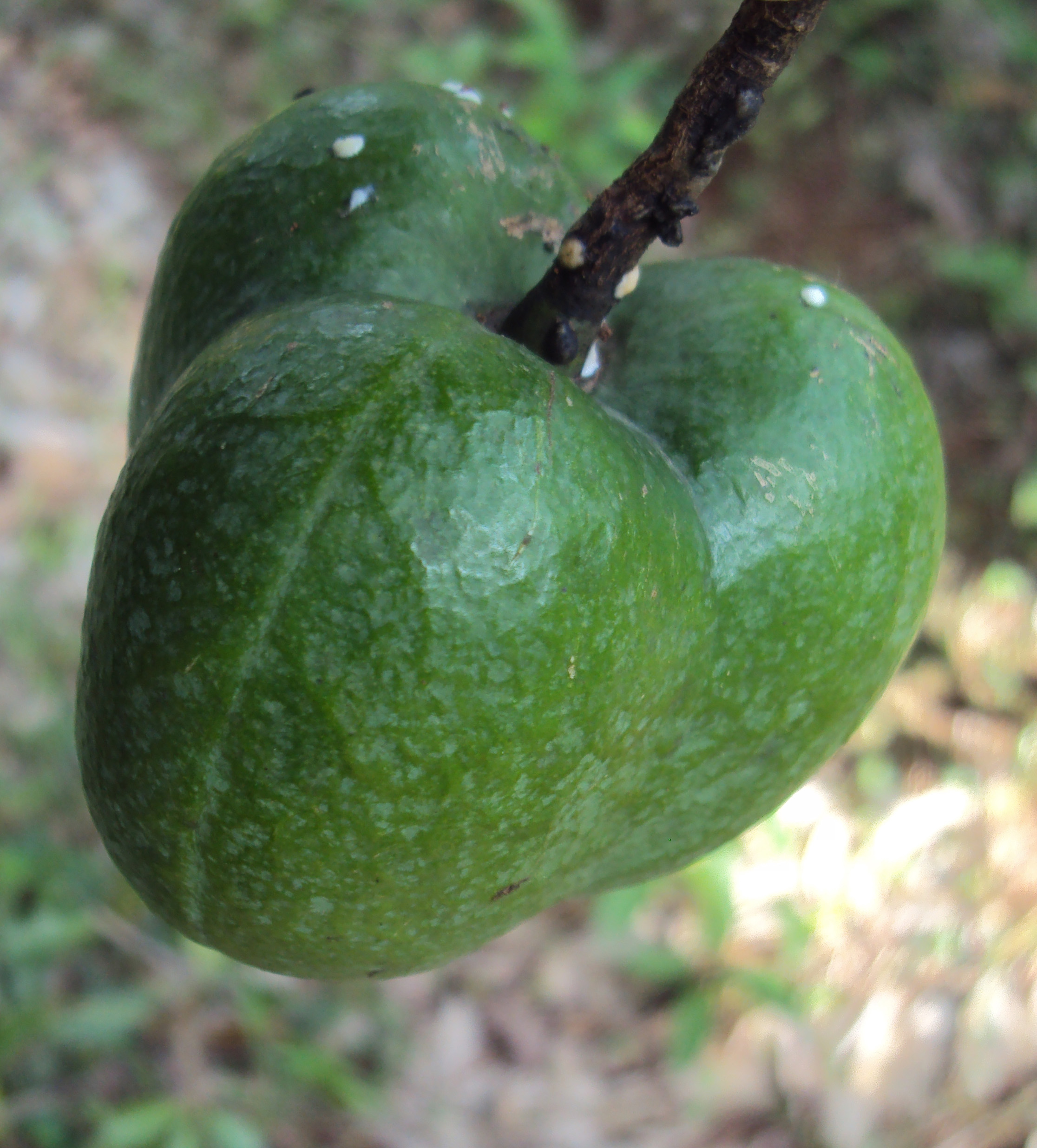
De vrucht van de hevea brasiliensis in Kerala - India
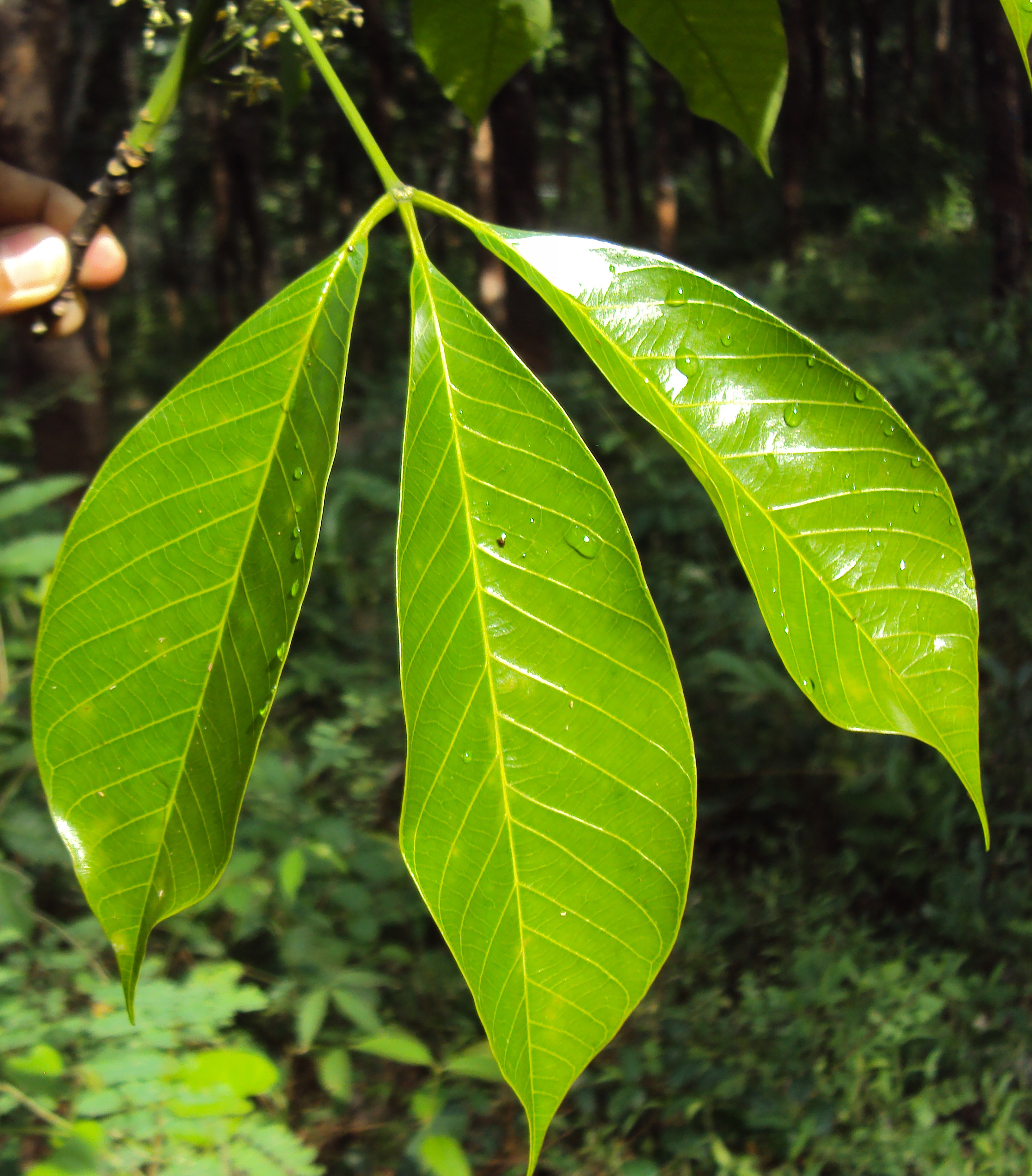
Het blad van de hevea brasiliensis in Kerala - India
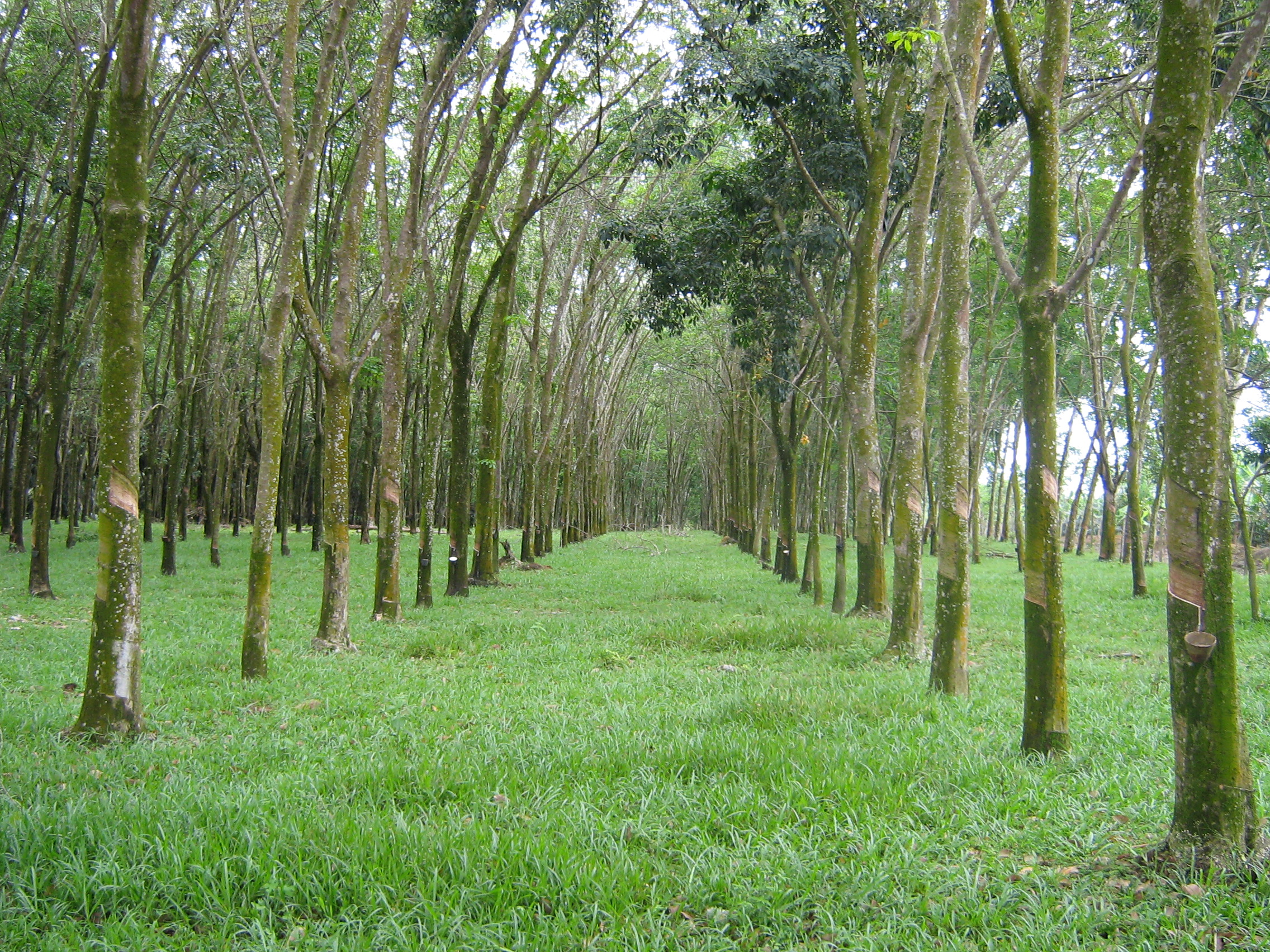
Rubberbomen in Maleisië
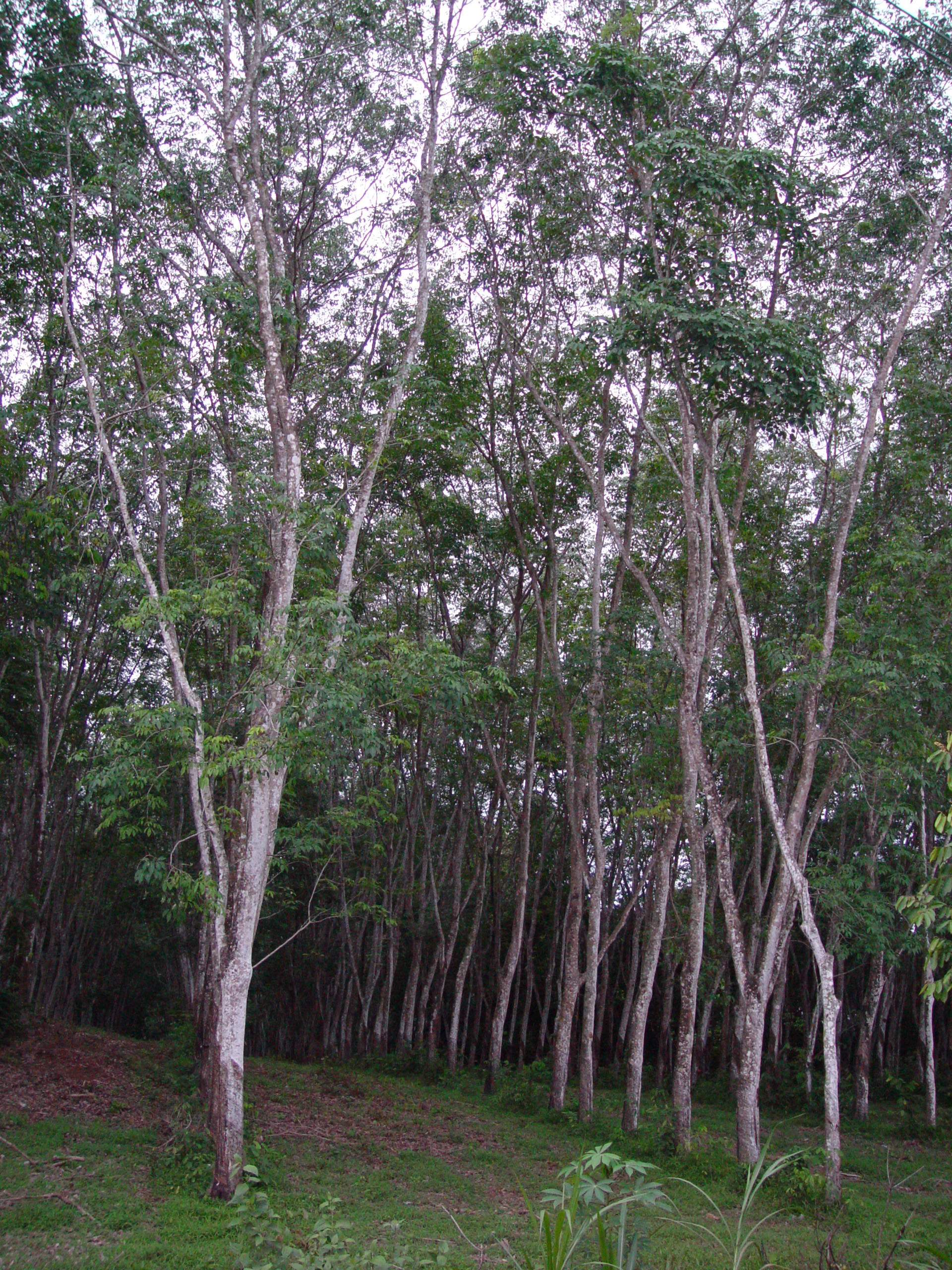
Rubberboomplantage op Phuket - Thailand
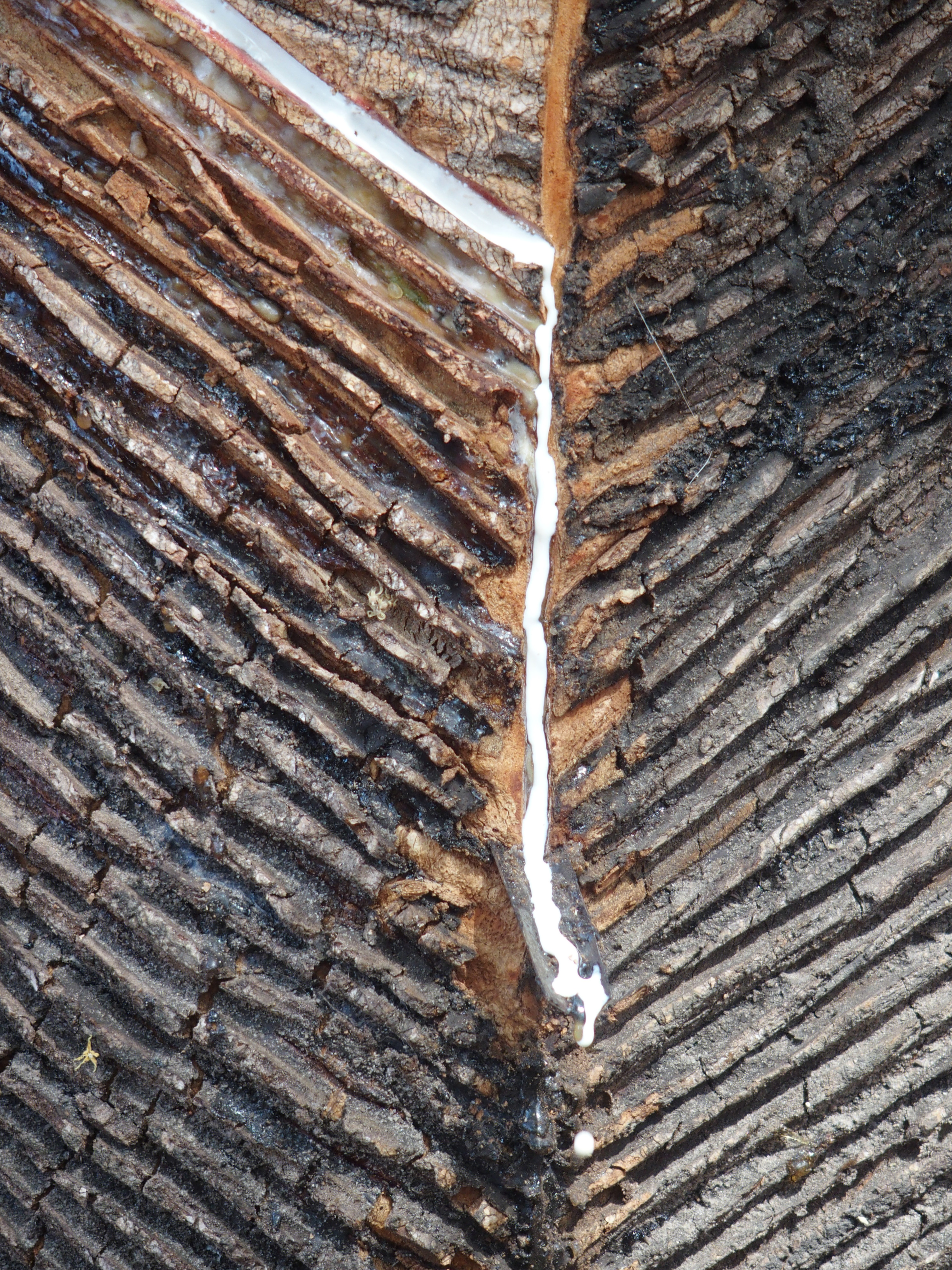
Een stroom latex
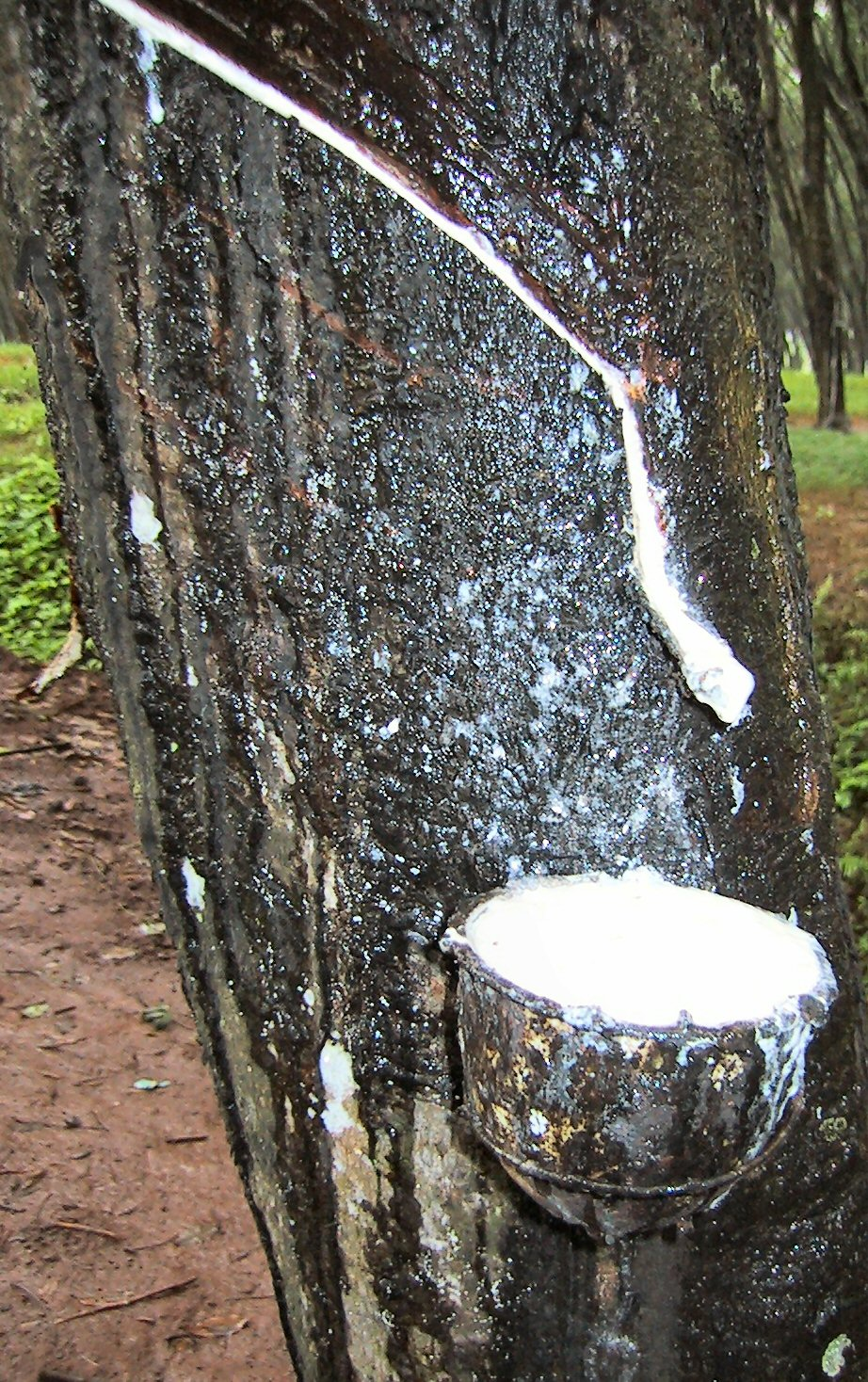
Latexproductie in de buurt van Purwakarta - Java - Indonesië
Prentbriefkaart Para-Rubber; 23 jaarige boom in Medan - Sumatra - Indonesië